# بتانی-می هوارد
بتانی-می هوارد (انگلیسی: Bethany-May Howard؛ زادهٔ ۶ مهٔ ۱۹۹۵) بازیکن فوتبال اهل انگلستان است که در پست دروازه‌بان برای ساوتهمپتون بازی می‌کند. او قبلا برای بریگواتر یونایتد بازی می‌کرد.